# Булискерия, Валериан Константинович
Валериан Константинович Булискерия, другие варианты отчества — Ночоевич, Костоевич (1909 год, село Мухури, Сухумский округ, Кутаисская губерния, Российская империя — неизвестно, село Мухури, Гальский район, Абхазская АССР, Грузинская ССР) — звеньевой колхоза «Советская Абхазия» Гальского района Абхазской АССР, Грузинская ССР. Герой Социалистического Труда (1948).

## Биография
Родился в 1909 году в крестьянской семье в селе Мухури Сухумского уезда.
После окончания местной школы трудился в личном частном хозяйстве. Во время коллективизации вступил в местную сельскохозяйственную артель, которая в последующем была преобразована в колхоз «Советская Абхазия» Гальского района. Трудился рядовым колхозником до призыва в 1941 году в Красную Армию по мобилизации. После демобилизации возвратился в родное село, где в послевоенные годы возглавлял полеводческое звено в колхозе «Советская Абхазия» Гальского района.
В 1947 году звено под его руководством собрало в среднем с каждого гектара по 78,59 центнера кукурузы на площади 3 гектара. Указом Президиума Верховного Совета СССР от 21 февраля 1948 года удостоен звания Героя Социалистического Труда за «получение высоких урожаев кукурузы и пшеницы в 1947 году» с вручением ордена Ленина и золотой медали «Серп и Молот» (№ 655).
Этим же Указом званием Героя Социалистического Труда были награждены председатель колхоза «Советская Абхазия» Радион Васильевич Сирганава, бригадир Валериан Димитриевич Гвалия, звеньевые Владимир Михердович Квачахия, Илларион Степанович Конджария и Гуджа Абрагович Шарангия.
После выхода на пенсию проживал в родном селе Мухури. Дата его смерти не установлена (после 1985 года).
Награды
- Герой Социалистического Труда
- Орден Ленина
- Орден Отечественной войны 2 степени (11.03.1985)
- Медаль «За оборону Кавказа» (01.05.1944)